# مانگسومبو
مانگسومبو شهری در شهرستان کومبیسیری در استان بازگا در بورکینافاسوی مرکزی است و جمعیت آن ۳۷۳ نفر است.